# Medeshamstede

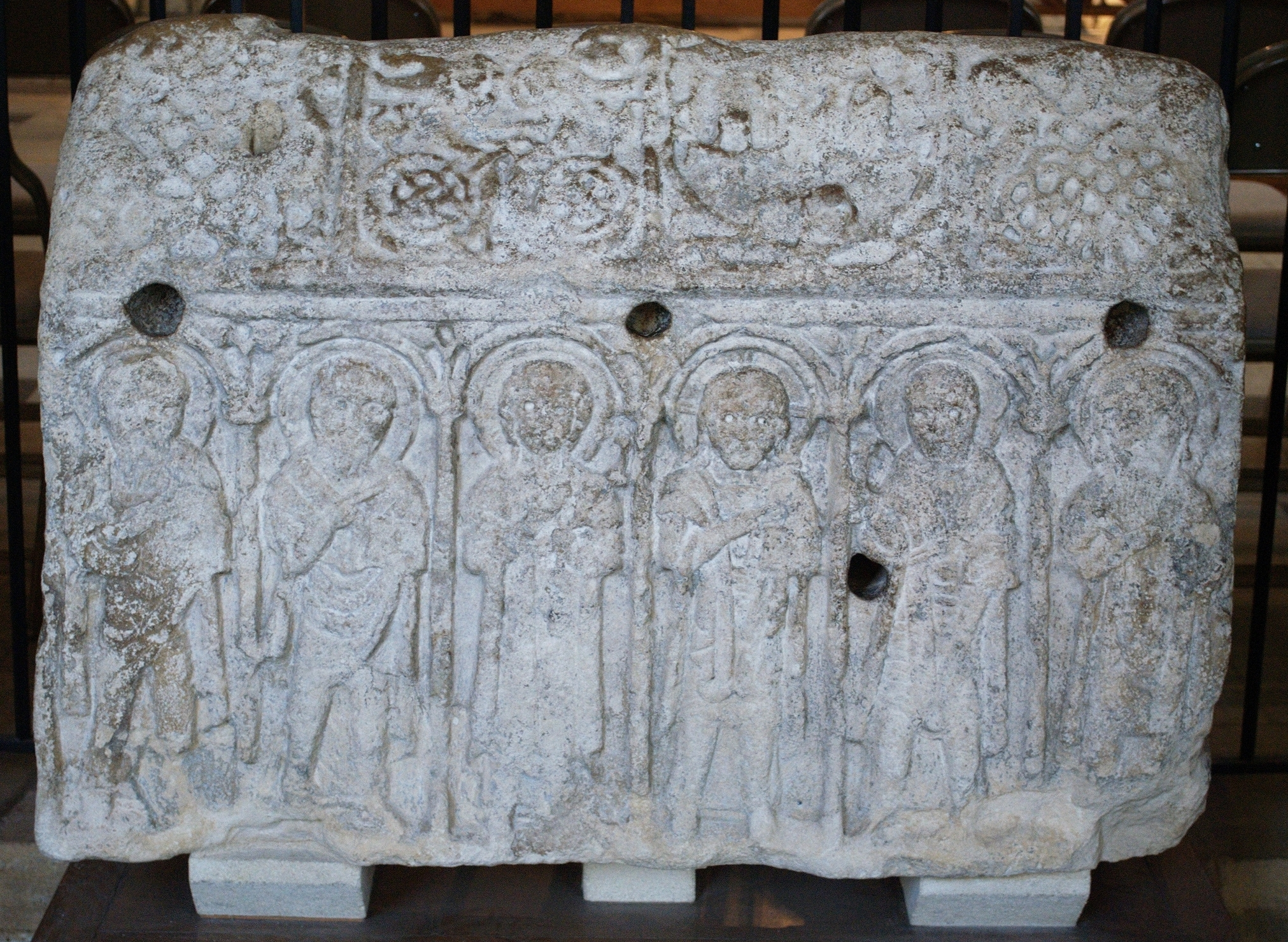
Bajorrelieve anglosajón de Medeshamstede: la denominada "Piedra de Hedda", c. 870.

Medeshamstede fue el nombre de Peterborough (Cambridgeshire) en el período anglosajón. Fue el sitio de un monasterio fundado a mediados del siglo VII, que fue una entidad importante en el reino de Mercia desde sus inicios. Poco se sabe de su fundador y primer abad, Sexwulf, aunque era una personalidad importante, convirtiéndose más tarde en obispo de Mercia. Medeshamstede jugó un papel importante en la cristianización de Mercia al estar en el origen de la fundación de varias abadías filiales y convertirse en centro del estilo escultórico anglosajón. 
Se desconoce la historia de Medeshamstede desde finales del siglo IX, cuando aparece en la Crónica anglosajona de 864 que el lugar fue destruido por los vikingos y el abad y los monjes asesinados, hasta el siglo X, cuando fue restaurado como una abadía benedictina por el obispo Æthelwold de Winchester, durante la época de la reforma benedictina inglesa. Con motivo de estas reformas, Medeshamstede pronto llegaría a conocerse como 'Abadía de Peterborough'.
El primer obispo del nuevo monasterio, Ealdwulf, más tarde se convirtió en arzobispo de York. La Abadía de Peterborough fue disuelta en 1541, y ahora, es la catedral de la ciudad.